# Józef Kostrzewski

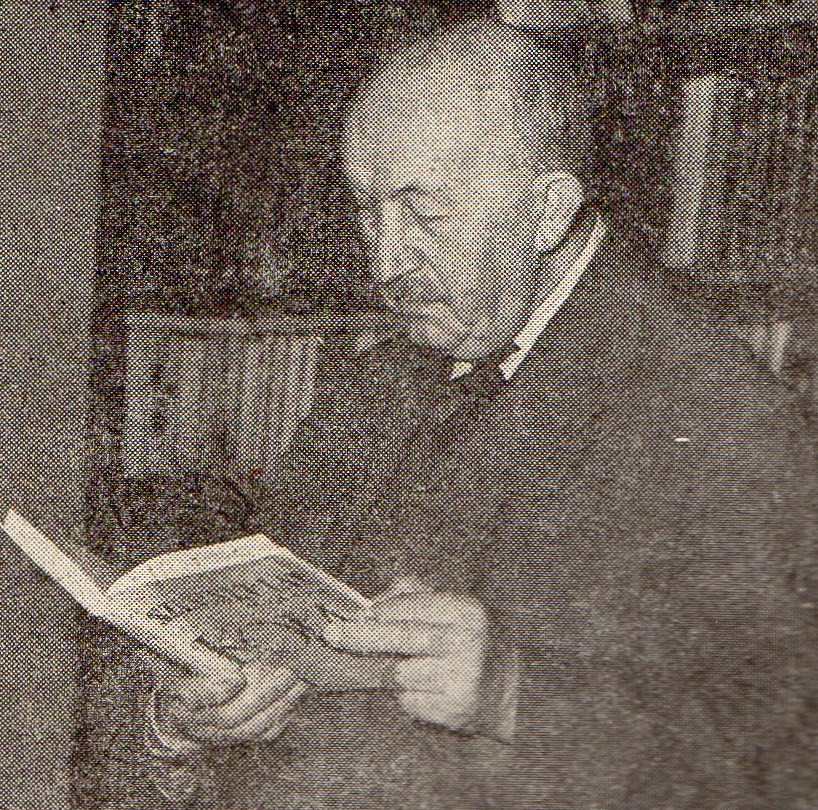
Zdjęcie z 1964

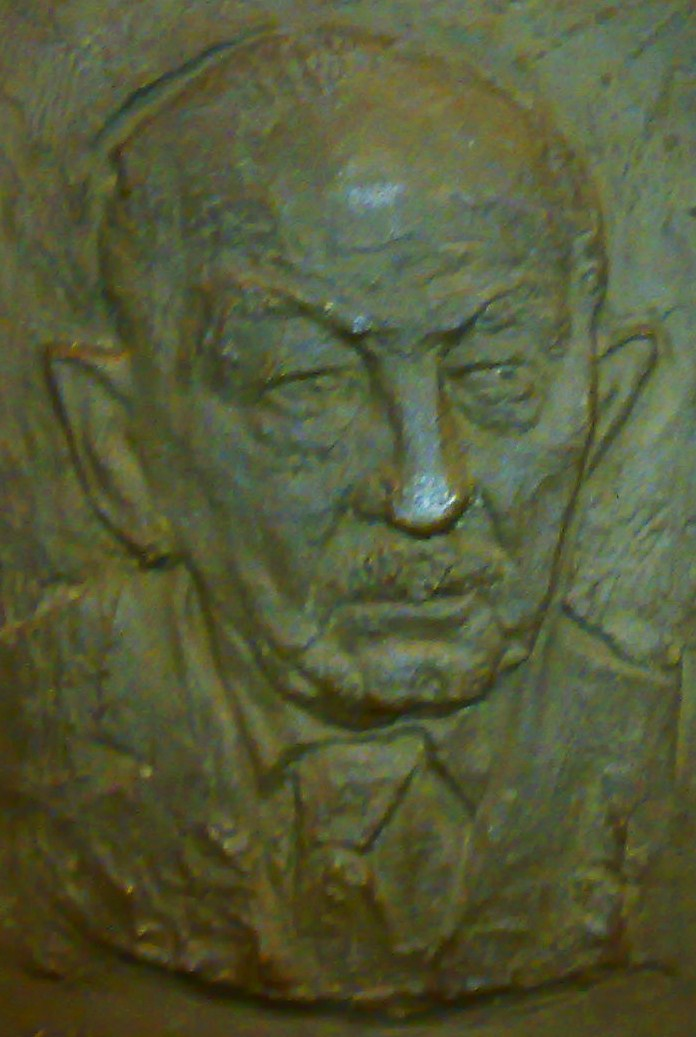
Tablica ku czci Józefa Kostrzewskiego w budynku Rektoratu UAM w Poznaniu

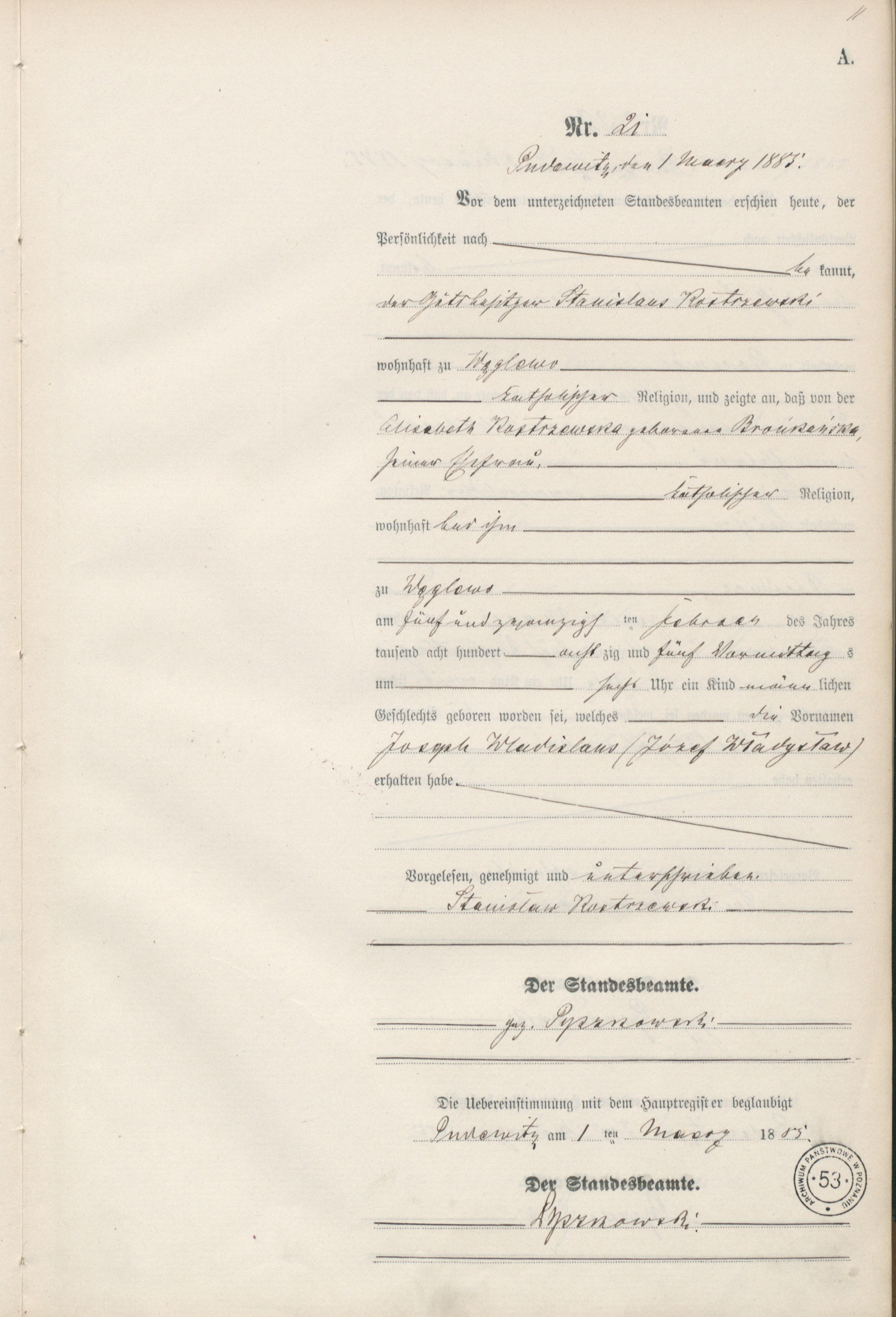
Akt urodzenia Józefa Kostrzewskiego

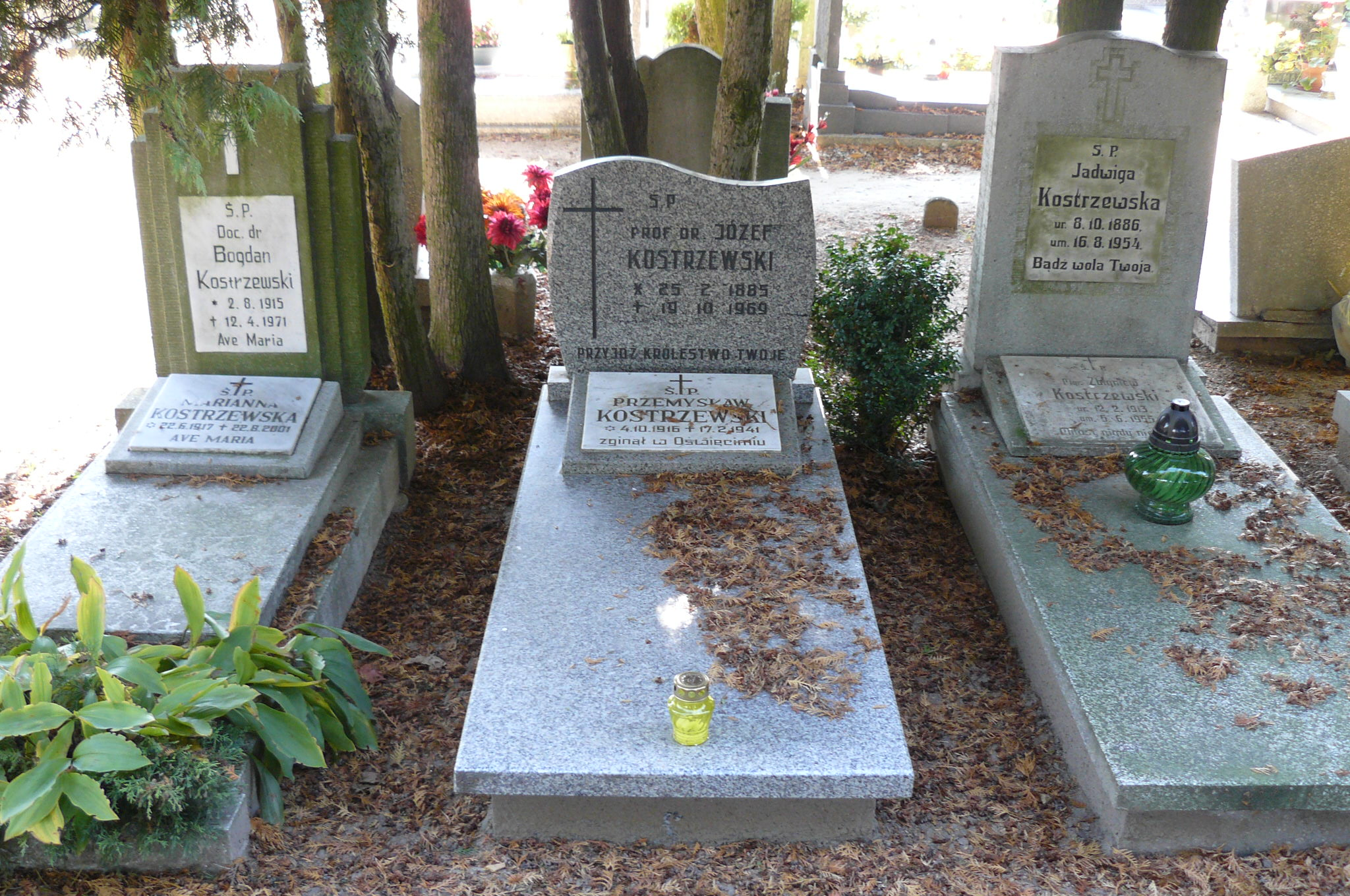
Grób profesora Kostrzewskiego na cmentarzu smochowickim w Poznaniu

Józef Władysław Kostrzewski (ur. 25 lutego 1885 w Węglewie, zm. 19 października 1969 w Poznaniu) – polski archeolog, muzeolog, profesor Uniwersytetu Poznańskiego, drugi zastępca przewodniczącego Komitetu Słowiańskiego w Polsce, twórca poznańskiej szkoły archeologicznej, prowadził m.in. wykopaliska w Biskupinie.

## Życiorys
Urodził się w rodzinie Teodora Stanisława, z zawodu rolnika, i Elżbiety, córki powstańca listopadowego Józefa Cichockiego (Brońkańskiego). Miał młodszego brata Wacława (ur. 1886). Od 1891 uczył się w szkole katolickiej w Węglewie. Od 1894 uczęszczał do Królewskiego Gimnazjum w Ostrowie, gdzie udzielał się w organizacjach samokształceniowych i patriotycznych (m.in. Towarzystwo Tomasza Zana). W Ostrowie nawiązywał kontakty z lokalnym środowiskiem politycznym, uczęszczał na wykłady polityczno-historyczne do księgarni Stefana Rowińskiego. W 1897 z powodu braku promocji do klasy IV (niższej tercji) przenosi się do Królewskiego Gimnazjum w Gnieźnie. Po aresztowaniach i procesie gnieźnieńskich gimnazjalistów, w 1903 reaktywuje tam działalność T.T.Z i w tym samym czasie nawiązuje kontakt z założonym w 1902 przez prof. Wincentego Lutosławskiego krakowskim Stowarzyszeniem Religijno-Patriotycznym „Eleusis”, zakłada jego wielkopolski oddział i przyjmuje pseudonim „Wielki Eleuteryk”. W roku przedmaturalnym zadenuncjowany za działalność w T.T.Z i „Eleusis” zmuszony jest się przenieść z Gniezna do Konigliches Auguste Victoria Gymnasium w Poznaniu, gdzie w 1907 zdał maturę.
W latach poznańskich działał w miejscowym Towarzystwie Przyjaciół Nauk, w jego Wydziale Archeologicznym. Był też wówczas współredaktorem Zapisków Archeologicznych Poznańskich i Albumu prehistorycznych zabytków Wielkiego Księstwa Poznańskiego (1833–1915). Uczestniczył w Ogólnopolskim Zjeździe Filomackim w Warszawie, po którym został przez władze rosyjskie aresztowany. Po zwolnieniu studiował historię w Krakowie, następnie doktoryzował się we Friedrich-Wilhelms-Universität w Berlinie pod kierunkiem prof. Gustafa Kossiny. Po I wojnie światowej angażował się w powstanie Uniwersytetu Poznańskiego. Pełnił funkcję kuratora i otrzymał godność filistra honoris causa korporacji akademickiej Filomatia Posnaniensis. Członek korespondent Polskiej Akademii Umiejętności od 1928, a od 1935 roku jej członek czynny.
Był jednym z twórców teorii autochtonicznej w archeologii polskiej, która zakładała historyczną ciągłość osadnictwa słowiańskiego na terenie Polski od prehistorii. Na tym polu wdał się w polemikę z archeologami niemieckimi – Gustafem Kossinną i Bolko von Richthofenem, za co w czasie II wojny wpisany został na listę wrogów III Rzeszy. Po przegranej przez Polskę kampanii wrześniowej, na uniwersytecie w Poznaniu pojawili się archeolodzy w mundurach SS, a prof. Kostrzewski tylko dzięki pomocy przyjaciół oraz szybkiej ucieczce zdołał ocalić życie. W czasie okupacji ukrywał się pod zmienionym nazwiskiem w Burzynie pod Tuchowem (pow. tarnowski) oraz Zarzeczu k. Niska (w należącym do Stanisława Hofmokla folwarku Klemensówka), ponieważ tropiło go Gestapo.
Po wojnie od 1952 członek tytularny, od 1957 członek rzeczywisty Polskiej Akademii Nauk. 30 września 1960 w wieku 75 lat przeszedł na emeryturę. Otrzymał od macierzystego uniwersytetu 25 lutego 1965 tytuł doctora honoris causa. Ten tytuł nadały mu również inne uczelnie krajowe (np. Uniwersytet Jagielloński w Krakowie) i zagraniczne (np. Uniwersytet Humboldta w Berlinie).
Archeolog ten dowodził o nieprzerwanej obecności Słowian nad Odrą i Wisłą przynajmniej od 1500 lat przed naszą erą. Pogląd ten również ze względów politycznych obowiązywał w polskiej archeologii do końca XX wieku. W swojej książce z 1947 roku pisał, że opinie jakoby Słowianie przybyli kiedyś z zewnątrz nad Wisłę, na ziemie zajęte przez inne, germańskie ludy, to "niemieckie brednie".
Od 30 października 1911 był żonaty z Jadwigą z Wróblewskich (1886–1954). Ojciec Zbigniewa (1913–1955), Bogdana, Przemysława (1916–1941 w Auschwitz) i Marii Jadwigi (1924–2005).
Zmarł w swoim domu w Strzeszynku, pochowany na cmentarzu parafialnym na Smochowicach.

## Dorobek naukowy
Aktywny w wielu dziedzinach archeologii. Zajmował się przede wszystkim epoką brązu, okresem lateńskim i wczesnym średniowieczem. Był zwolennikiem koncepcji autochtonistycznej – zakładał obecność Słowian w Polsce jeszcze przed okresem wczesnego średniowiecza. Prowadził liczne badania wykopaliskowe, między innymi w Biskupinie na osadzie ludności kultury łużyckiej (od 1934), Gnieźnie (od 1936) i w Poznaniu (od 1938). Jego dorobek naukowy jest ogromny i obejmuje ponad 900 prac, w tym 11 monumentalnych syntez i monografii z zakresu prehistorii oraz wczesnego średniowiecza ziem polskich.

## Publikacje
- „Wielkopolska w czasach przedhistorycznych” (1913, wydanie 3: 1955)
- „Die ostgermanische Kultur der Spätlatenezeit” (1919)
- „Prehistoria ziem polskich” (wraz z R. Jakimowiczem i S. Krukowskim, 1939, reedycja 1948)
- „Kultura prapolska” (1947, wydanie 3: 1962)
- „Zagadnienie ciągłości zaludnienia ziem polskich w pradziejach” (1961)
- „Pradzieje Polski” (wraz z W. Chmielewskim, K. Jażdżewskim, 1965)
- „Z mego życia. Pamiętnik”, Ossolineum 1970
- „Gniezno w zaraniu dziejów (od VIII do XIII wieku) w świetle wykopalisk”, Poznań 1939

## Ordery i odznaczenia
- Order Sztandaru Pracy I klasy (1957)
- Krzyż Komandorski Orderu Odrodzenia Polski (11 listopada 1936)[7]
- Medal Niepodległości (10 grudnia 1931)[8][9]
- Krzyż Komandorski Orderu Świętego Grzegorza Wielkiego (Watykan, 1964)
- Krzyż Komandorski Orderu Trzech Gwiazd (Łotwa)
- Krzyż Oficerski Orderu Legii Honorowej (Francja, 1937)

## Upamiętnienie
- ulice Józefa Kostrzewskiego znajdują się w: Gnieźnie, Krakowie, Pobiedziskach, Zalasewie, Poznaniu, Szczecinie i Warszawie,
- imię Józefa Kostrzewskiego nosi Zespół Szkół nr 1 w Poznaniu przy ulicy Leśnowolskiej, a także Niepubliczne Przedszkole i Niepubliczna Szkoła Podstawowa w Gąskach (gmina Gniewkowo)[10] oraz Szkoła Podstawowa w Węglewie k. Gniezna[11].
- Polskie Towarzystwo Archeologiczne i Numizmatyczne ustanowiło w 1982 nagrodę imienia Józefa Kostrzewskiego, wznowioną w 1991 przez Stowarzyszenie Naukowe Archeologów Polskich[12],
- charakter upamiętniający ma także nazwa ulicy Biskupińskiej w Poznaniu, przy której, w willi pod numerem 1, mieszkał Józef Kostrzewski,
- w Gnieźnie, przy ulicy Józefa Kostrzewskiego znajduje się Collegium Europaeum Gnesnense (Kolegium Europejskie im. Jana Pawła II Uniwersytetu im. Adama Mickiewicza), Muzeum Początków Państwa Polskiego i I Liceum Ogólnokształcące im. Bolesława Chrobrego,
- w Dzielnicy Cesarskiej w Poznaniu w 2012 postawiono ławeczkę pomnikową poświęconą Józefowi Kostrzewskiemu, którą w 2016 przeniesiono na Kampus Morasko, pod nową siedzibę Wydziału Historycznego Uniwersytetu im. Adama Mickiewicza w Poznaniu[13]
- w dniach 2–3 grudnia 1985 odbyła się w Poznaniu sesja naukowa pod tytułem Józef Kostrzewski – dzieło i dziedzictwo[14],
- rok 1985 (setna rocznica urodzin) ogłoszono Rokiem Kostrzewskiego w archeologii polskiej[15].